# イメージスケール
イメージスケールは、日本カラーデザイン研究所（NCD）が開発した「心理軸上に感性語と配色を体系化したシステム」である。
NCDの創業者であり色彩心理の研究者である小林重順（こばやし しげのぶ）らによって開発され、1972年の国際色彩学会（AIC）で発表、1978年に特許公開、1984年に認可された。その後、日本、韓国、中国などにおけるデザイン開発や商品開発、企業研修、教育などさまざまな分野において色と感性を結びつけたシステムとして普及した。

## 単色イメージスケール
ひとつひとつの色が持つ意味（イメージ）を明らかにし、各色を相互に関連付けて、比較判断できるよう開発されたのが、単色イメージスケールである。別名カラーイメージスケールとも呼ぶ。開発者の小林らはSD法(Semantic differential=意味微分)を用いて色相とトーンで分類された130色について心理調査を行い、SD法調査結果の平均値を因子分析することで、単色のイメージを評価する基準となる寄与率の上位となる以下の3つの因子軸を抽出した。
```
第1軸　WARM-COOL（色相に関与する軸）
第2軸　SOFT-HARD　（明度に関与する軸）
第3軸　CLEAR-GRAYISH （清濁に関与する軸）
```

すなわち全ての色は、ウォームかクールか、ソフトかハードか、クリアかグレイッシュかの3つの心理軸からなるイメージ空間に位置づけられる。
この空間上で位置の近い色同士はイメージが近く、遠いものはイメージも離れているということを示している。

## 配色イメージスケール
単色の研究とほぼ同時に、配色と感性語（形容詞）の研究によって開発されたのが、配色イメージスケールである。中でも3色配色はイメージの特徴を簡潔に捉えやすいので、配色イメージスケールの基本となっている。また配色を使うことで、単色では表現できなかった微妙なイメージの違いも表せるようになった。
配色イメージスケールのプロセスは、まず極端にデメリットを表さない基本的な感性語（形容詞）を収集し、それぞれの感性語に対応する３色配色を研究所の所員らが作成し、それらをアンケートによる評価を繰り返し、被験者が最もその感性語を表していると感じられる配色を調べた。そしてそれら上位の配色をイメージスケール空間に位置付けた。さらに配色の最も集中する位置をその配色によって投影された「感性語の心理的な位置」とした。そして類似性のある感性語をグルーピングしたものを基本的なツールとして公開した。

## 言語イメージスケール
ある感性語に対して評価の高い3色配色のバリエーションはイメージスケール空間において集中しやすい領域を持つことに着目し、その領域の中心点に感性語を配置し、感性語の意味を体系化したのが言語（感性語・形容詞）イメージスケールである。この言語イメージスケールによって、イメージスケールは配色によって投影された感性語の意味空間としての機能を持つことになった。似た意味の感性語は互いに近い位置に配置され、離れた位置の感性語は意味的にも近似性が少ないことが確認された。
この言語イメージスケールは配色のデータベース的な機能を持つとともに、ある対象となる事物のイメージの調査や人の好みの診断システムとしてプログラム化されている。

## イメージスケールを知る参考文献
- 小林重順　『日本人の心と色』　講談社、1974年
- 小林重順　『建築デザイン心理学』　彰国社、1977年
- 小林重順　『環境デザイン心理学』　彰国社、1982年
- 小林重順・日本カラーデザイン研究所　『カラーイメージスケール』　講談社、1990年
- 小林重順・日本カラーデザイン研究所　『色感素養』　ダヴィッド社、1995年
- 小林重順・日本カラーデザイン研究所　『配色イメージワーク』　講談社、1995年
- 小林重順・日本カラーデザイン研究所　『カラーリスト－色彩心理ハンドブック』　講談社、1997年
- 『配色センスの新開発』　ダヴィッド社、1997年
- 日本色彩学会編　『新編　色彩科学ハンドブック　第2版』　東京大学出版会、1998年

　　（基礎編　第17章　色彩調和論　配色イメージの研究）
- 小林重順・日本カラーデザイン研究所　『カラーシステム』　講談社、1999年
- 小林重順・日本カラーデザイン研究所　『実践カラーデザイン』　講談社、2000年
- 小林重順・日本カラーデザイン研究所　『カラーイメージスケール　改訂版』　講談社、2001年
- 小林重順　『新版　造形構成の心理』　ダヴィッド社、2002年
- 日本カラーデザイン研究所　『地域イメージを活かす　景観色彩計画』　学芸出版社、2008年
- 日本カラーデザイン研究所　『配色歳時記』　講談社、2007年
- 日本カラーデザイン研究所　『心を伝える配色イメージ』　講談社、2008年

### 英訳
- "A Book of Colors"　1987年 Shigenobu Kobayashi Kodansha International
- "Colorist" 　1998年　Shigenobu Kobayashi Kodansha International
- "Color Image Scale"　1991年 　Shigenobu Kobayashi Kodansha International

### 中訳（簡体字）
- 『色彩心理探求』（カラーリスト－色彩心理ハンドブックの中訳）　人民美術出版社、2006年
- 『色彩形象座標』（カラーイメージスケール　改訂版の中訳）　人民美術出版社、2006年
- 『形象配色芸術』（配色イメージワークの中訳）　人民美術出版社、2006年